# Окраина (деревня)
Окра́ина — деревня в Чунском районе Иркутской области России. Входит в состав Весёловского муниципального образования.

## География
Деревня находится на расстоянии примерно 18 км к югу от рабочего посёлка Чунский, административного центра района.

## Население
| 2002 | 2010 | 2011 | 2012 |
| ---- | ---- | ---- | ---- |
| 41   | ↘30  | →30  | ↘28  |

### Половой состав
По данным Всероссийской переписи, в 2010 году в деревне проживало 30 человек (14 мужчин и 16 женщин).